# 歌川國直
歌川國直（日语：歌川国直，1793年—1854年7月22日）是日本江戶時代信濃國出生的男性浮世繪畫師。

## 生平
個人本名為吉川鯛藏，之後曾改名為四郎兵衛，家族兄長春亭三曉往後有從事在戲作文學方面的創作。小時曾學習中國明朝時期的美術作畫技法，之後受葛飾北齋影響喜愛上浮世繪作品；並有在歌川豐國下學習浮世繪相關畫作，後續則以歌川國直作為個人名號，其它採用過的名號另有一鳳齋、一楊齋、浮世庵、獨酔舎、柳烟樓、後素園、與樂翁、與樂齋、東雲亭等等。
歌川國直的創作時期主要在1804至1844年期間，個人作品美人圖、風景畫、或是以提供戲作家撰寫之文學讀物裡的插圖居多，曾合作的戲作家對象包括有為永春水、或是山東京山等人。
於1854年死後歌川國直葬於現今八王子市大橫町一帶的極樂寺，所被冠上的法名則是高琇琮運居士。

## 個人作品

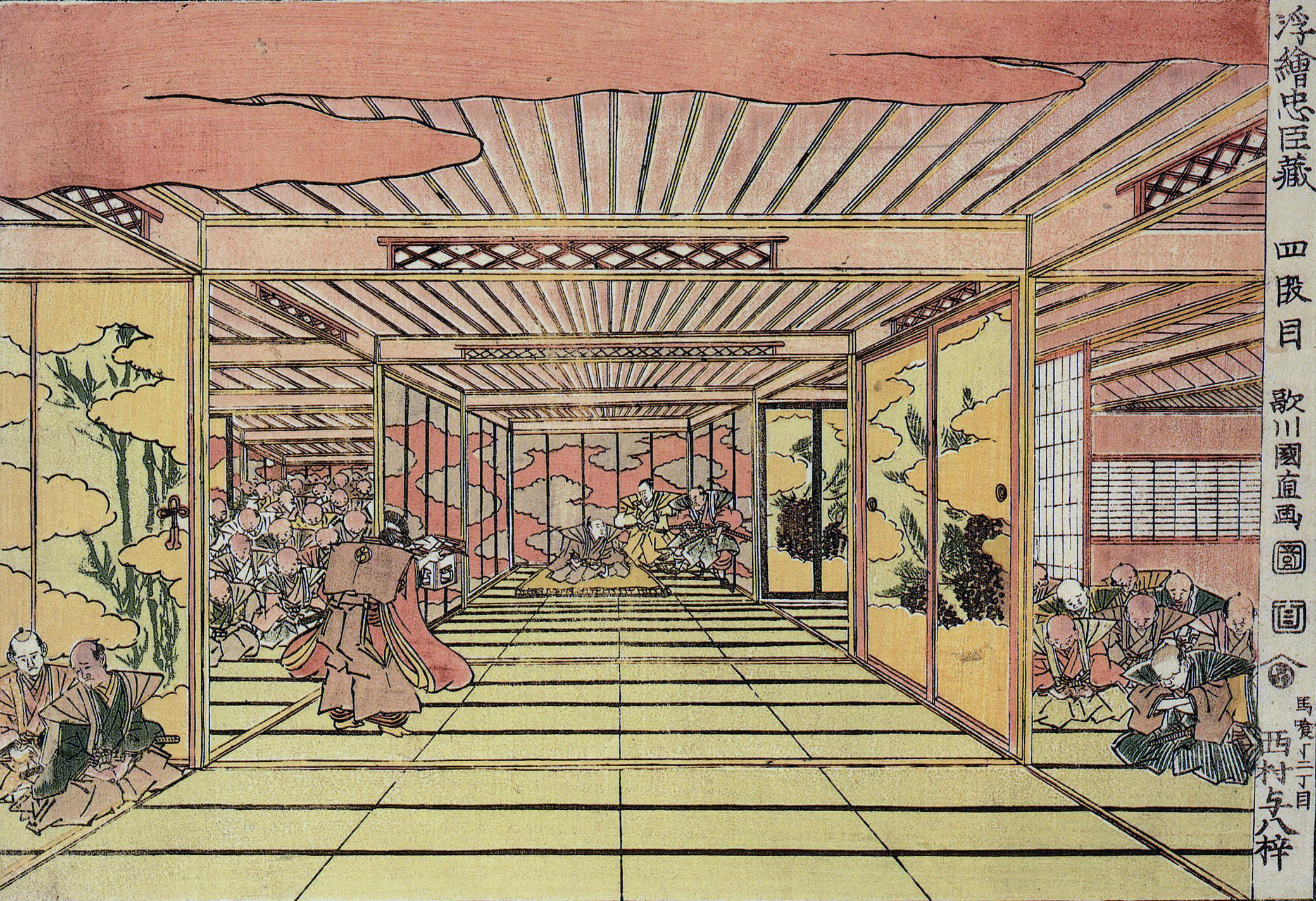
歌川國直所繪的《浮繪忠臣藏 第四景》 (浮絵忠臣蔵　四段目)。

- 二美人圖：現存於東京國立博物館[4]
- 春季裡過河的女子們：現存於島田市博物館[5]